# Stenoma
Stenoma är ett släkte av fjärilar. Stenoma ingår i familjen plattmalar.

## Bildgalleri

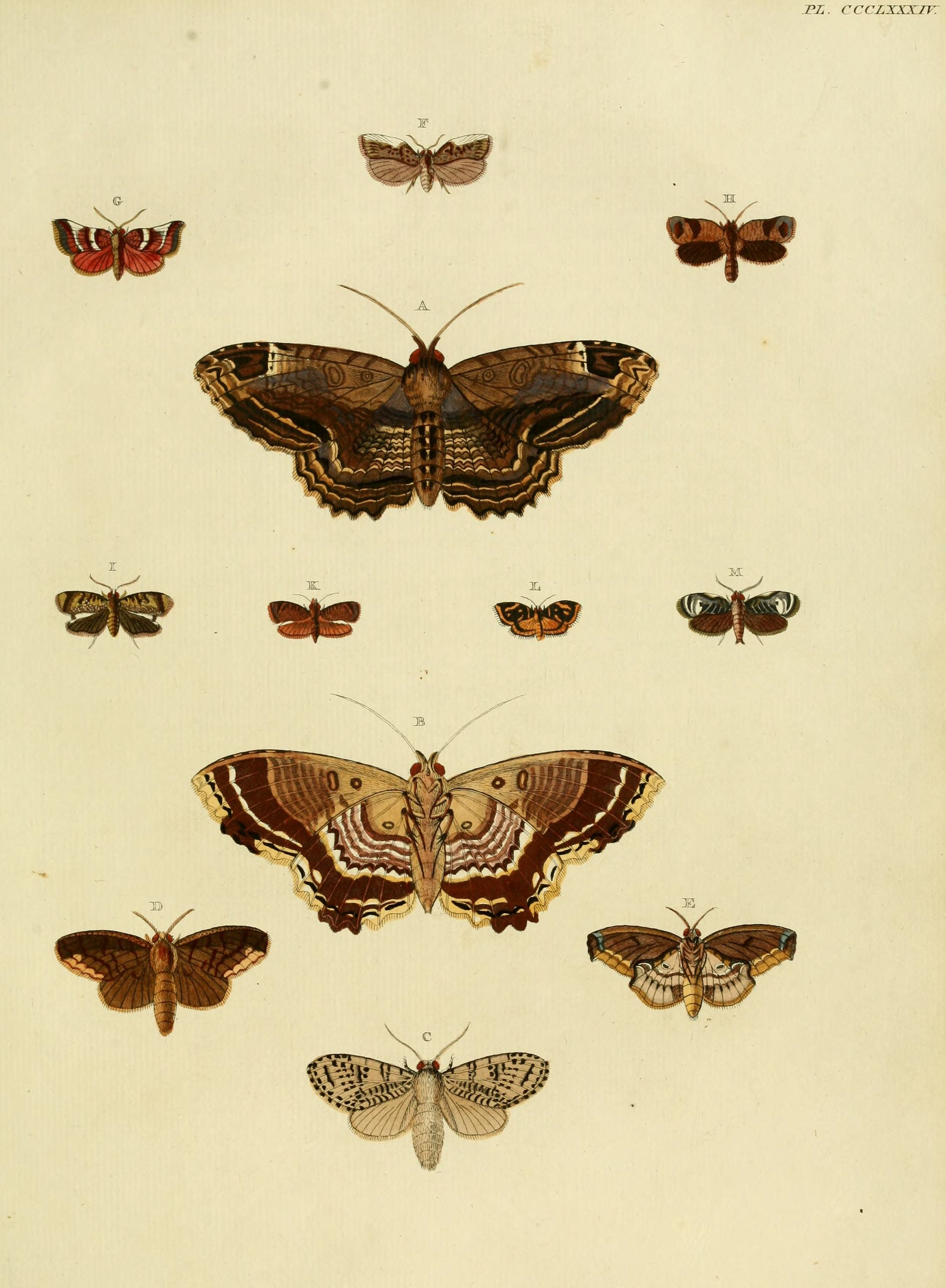
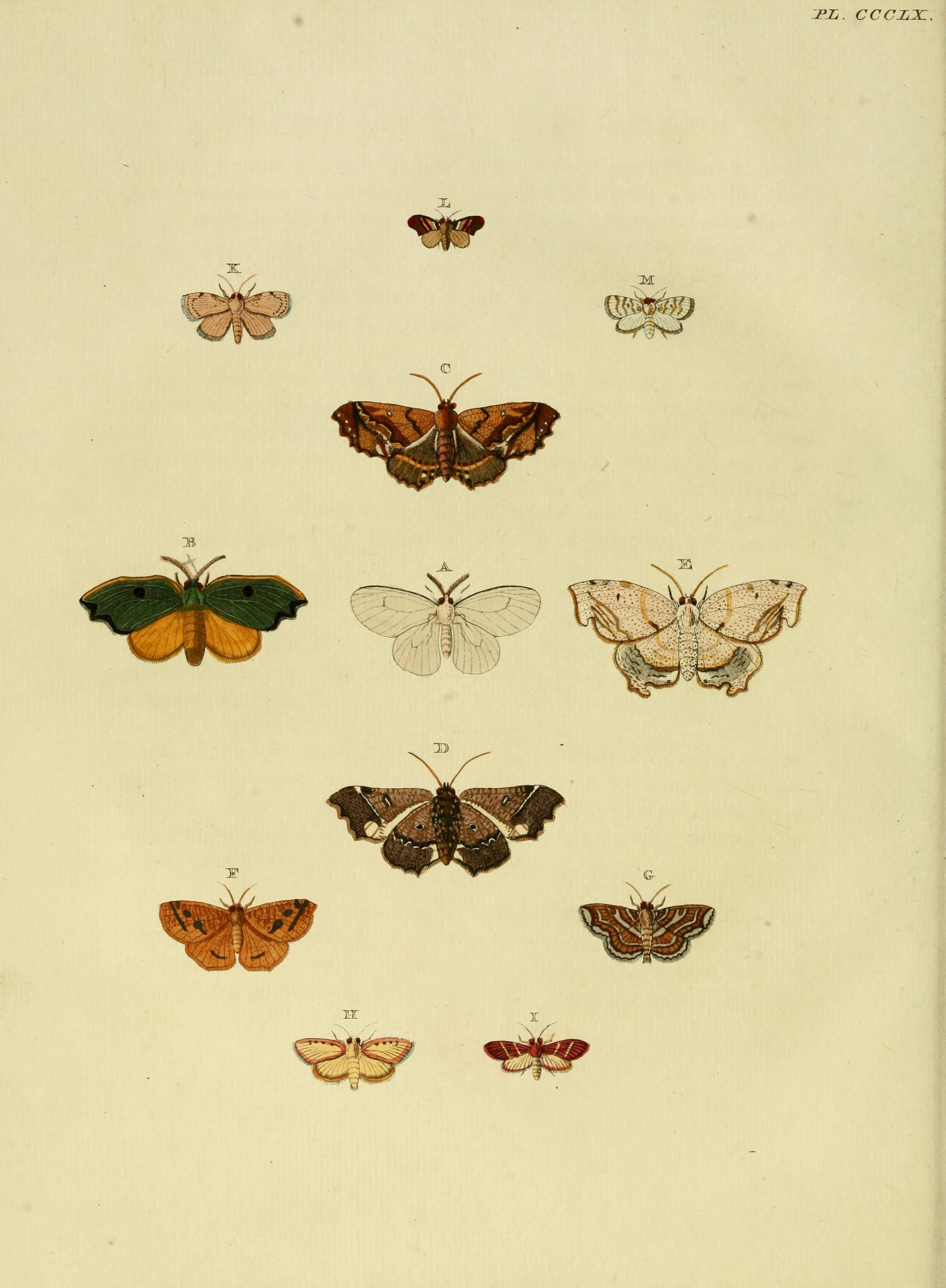
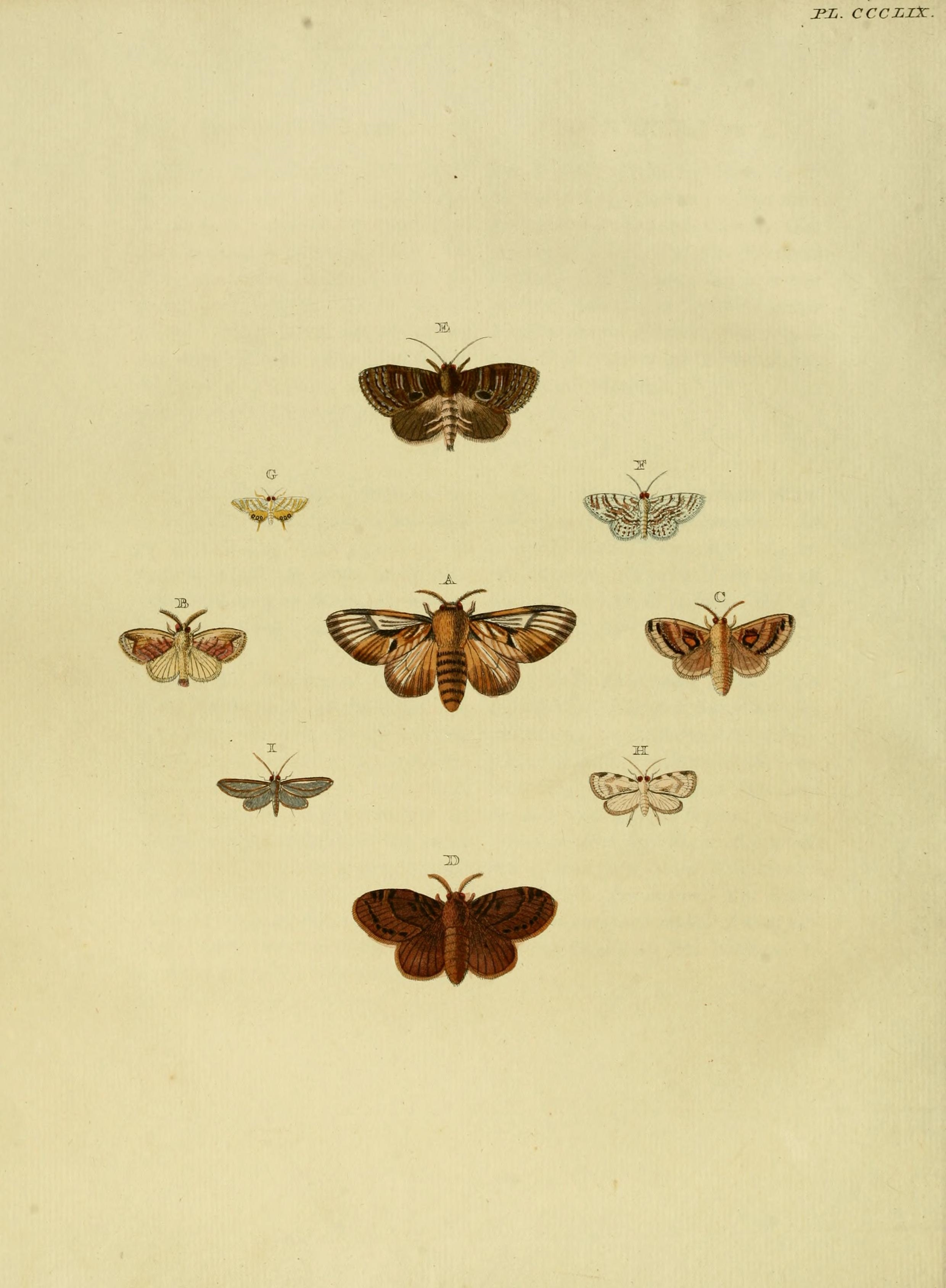

## Dottertaxa tillStenoma, i alfabetisk ordning[1]
- Stenoma abductella
- Stenoma accurata
- Stenoma acontiella
- Stenoma acratodes
- Stenoma acribota
- Stenoma acridula
- Stenoma acrosticta
- Stenoma actista
- Stenoma adminiculata
- Stenoma admixta
- Stenoma adoratrix
- Stenoma adornata
- Stenoma adulans
- Stenoma adustella
- Stenoma adytodes
- Stenoma aerinotata
- Stenoma affinis
- Stenoma affirmatella
- Stenoma agathelpis
- Stenoma aggerata
- Stenoma aggravata
- Stenoma aggregata
- Stenoma agraria
- Stenoma agrioschista
- Stenoma albanus
- Stenoma albicilla
- Stenoma albida
- Stenoma albilimbella
- Stenoma albitincta
- Stenoma alligans
- Stenoma alluvialis
- Stenoma ambiens
- Stenoma ammodes
- Stenoma amphiptera
- Stenoma anaphanta
- Stenoma anaxesta
- Stenoma anceps
- Stenoma ancillaris
- Stenoma anconitis
- Stenoma ancylacma
- Stenoma anetodes
- Stenoma annosa
- Stenoma antilyra
- Stenoma antitacta
- Stenoma aphrophanes
- Stenoma aplytopis
- Stenoma apsorrhoa
- Stenoma aptila
- Stenoma arachnia
- Stenoma aratella
- Stenoma arenaria
- Stenoma arenosa
- Stenoma argillacea
- Stenoma argocorys
- Stenoma argospora
- Stenoma argotoma
- Stenoma armata
- Stenoma armiferella
- Stenoma arridens
- Stenoma ascodes
- Stenoma asphalopis
- Stenoma assignata
- Stenoma associata
- Stenoma astacopis
- Stenoma astronoma
- Stenoma aterpes
- Stenoma atmodes
- Stenoma atmospora
- Stenoma atricassis
- Stenoma augescens
- Stenoma auricoma
- Stenoma avida
- Stenoma aztecana
- Stenoma balanoptis
- Stenoma baliandra
- Stenoma basiferella
- Stenoma basirubrella
- Stenoma bathrocentra
- Stenoma bathrogramma
- Stenoma bathrotoma
- Stenoma bathyntis
- Stenoma bathyphaea
- Stenoma benigna
- Stenoma biannulata
- Stenoma bicensa
- Stenoma bilinguis
- Stenoma binodis
- Stenoma biseriata
- Stenoma bisignata
- Stenoma blanduja
- Stenoma bolistis
- Stenoma bracatingae
- Stenoma brevisella
- Stenoma bryocosma
- Stenoma bryoxyla
- Stenoma butyrota
- Stenoma byrsinitis
- Stenoma byssina
- Stenoma bythitis
- Stenoma caenochytis
- Stenoma caesarea
- Stenoma caesia
- Stenoma caliginea
- Stenoma callicoma
- Stenoma camarodes
- Stenoma camptospila
- Stenoma cana
- Stenoma canonias
- Stenoma cantatrix
- Stenoma capnobola
- Stenoma capnocoma
- Stenoma capnocrossa
- Stenoma capsiformis
- Stenoma carabodes
- Stenoma carbasea
- Stenoma caryodesma
- Stenoma caryograpta
- Stenoma cassigera
- Stenoma castellana
- Stenoma catapsecta
- Stenoma catenifer
- Stenoma catharmosta
- Stenoma cathosiota
- Stenoma cecropia
- Stenoma censoria
- Stenoma centrodina
- Stenoma certiorata
- Stenoma chalepa
- Stenoma chalinophanes
- Stenoma chalybaeella
- Stenoma charitarcha
- Stenoma chilosema
- Stenoma chionodora
- Stenoma chionogramma
- Stenoma chloromis
- Stenoma chloroplaca
- Stenoma chlorotrota
- Stenoma chloroxantha
- Stenoma cholerocrossa
- Stenoma choleroptila
- Stenoma chromatopa
- Stenoma chromolitha
- Stenoma chromotechna
- Stenoma chrysogastra
- Stenoma cirrhogramma
- Stenoma cirrhoxantha
- Stenoma citrophaea
- Stenoma citroxantha
- Stenoma claripennis
- Stenoma clavifera
- Stenoma clysmographa
- Stenoma cnemosaris
- Stenoma codicata
- Stenoma colligata
- Stenoma colposaris
- Stenoma columbaris
- Stenoma comma
- Stenoma comosa
- Stenoma complanella
- Stenoma completella
- Stenoma compsocharis
- Stenoma compsocoma
- Stenoma compsoneura
- Stenoma condemnatrix
- Stenoma congressella
- Stenoma congrua
- Stenoma coniopa
- Stenoma coniophaea
- Stenoma consobrina
- Stenoma consociella
- Stenoma consonella
- Stenoma constituta
- Stenoma constricta
- Stenoma contophora
- Stenoma contortella
- Stenoma contumax
- Stenoma conturbatella
- Stenoma conveniens
- Stenoma cora
- Stenoma crambina
- Stenoma crambitella
- Stenoma cremastis
- Stenoma crepitana
- Stenoma cretifera
- Stenoma crocoptila
- Stenoma crocosticta
- Stenoma crocuta
- Stenoma crypsangela
- Stenoma crypsastra
- Stenoma crypsetaera
- Stenoma crypsiphaea
- Stenoma crypsiphragma
- Stenoma crypsithias
- Stenoma curtipennis
- Stenoma cyanarcha
- Stenoma cycloptila
- Stenoma cycnographa
- Stenoma cycnolopha
- Stenoma cymbalista
- Stenoma cymogramma
- Stenoma cyphoxantha
- Stenoma dasyneura
- Stenoma decora
- Stenoma delenita
- Stenoma delphinodes
- Stenoma deltomis
- Stenoma dentella
- Stenoma desecta
- Stenoma desidiosa
- Stenoma destillata
- Stenoma deuteropa
- Stenoma diacta
- Stenoma diametrica
- Stenoma dicentra
- Stenoma dictyogramma
- Stenoma diffinis
- Stenoma dilinopa
- Stenoma diplosaris
- Stenoma dirempta
- Stenoma discrepans
- Stenoma disjecta
- Stenoma dispilella
- Stenoma dissona
- Stenoma doleropis
- Stenoma dorcadopa
- Stenoma dromica
- Stenoma dryaula
- Stenoma dryoconis
- Stenoma dryocosma
- Stenoma dryoscia
- Stenoma dryotechna
- Stenoma ebria
- Stenoma elaeodes
- Stenoma elaeurga
- Stenoma elatior
- Stenoma embythia
- Stenoma eminens
- Stenoma eminula
- Stenoma emphanes
- Stenoma emphatica
- Stenoma empyrota
- Stenoma endochra
- Stenoma entephras
- Stenoma enumerata
- Stenoma epicnesta
- Stenoma epicrossa
- Stenoma epicta
- Stenoma epipacta
- Stenoma eriacma
- Stenoma erotarcha
- Stenoma erotica
- Stenoma eumenodora
- Stenoma eusticta
- Stenoma eva
- Stenoma evanescens
- Stenoma exarata
- Stenoma exasperata
- Stenoma exempta
- Stenoma exhalata
- Stenoma expansa
- Stenoma expilata
- Stenoma explicita
- Stenoma externella
- Stenoma faecosa
- Stenoma fallax
- Stenoma falsidica
- Stenoma farraria
- Stenoma favillata
- Stenoma felix
- Stenoma fenestra
- Stenoma ferculata
- Stenoma fermentata
- Stenoma ferrocanella
- Stenoma figularis
- Stenoma filiferella
- Stenoma finitrix
- Stenoma flavicosta
- Stenoma flexibilis
- Stenoma fluminata
- Stenoma forreri
- Stenoma fractinubes
- Stenoma fraterna
- Stenoma frondifer
- Stenoma fulcrata
- Stenoma fulminata
- Stenoma funerana
- Stenoma fusistrigella
- Stenoma futura
- Stenoma gemellata
- Stenoma genetta
- Stenoma germinans
- Stenoma glaphyrodes
- Stenoma glaucescens
- Stenoma graphica
- Stenoma graphiphorella
- Stenoma graphopterella
- Stenoma gubernata
- Stenoma gymnastis
- Stenoma gypsoterma
- Stenoma habilis
- Stenoma halmas
- Stenoma haploxyla
- Stenoma harpoceros
- Stenoma hebes
- Stenoma hemilampra
- Stenoma hemiphanta
- Stenoma herifuga
- Stenoma heterosaris
- Stenoma heterosema
- Stenoma heteroxantha
- Stenoma hexascia
- Stenoma himerodes
- Stenoma holcadica
- Stenoma homala
- Stenoma hopfferi
- Stenoma hoplitica
- Stenoma horizontias
- Stenoma horocharis
- Stenoma horocyma
- Stenoma horometra
- Stenoma hospitalis
- Stenoma humerella
- Stenoma hyacinthitis
- Stenoma hyalocryptis
- Stenoma hyalophanta
- Stenoma hydraena
- Stenoma hydrelaeas
- Stenoma hypocirrha
- Stenoma iatma
- Stenoma icteropis
- Stenoma ignobilis
- Stenoma illucidella
- Stenoma immersa
- Stenoma imminens
- Stenoma immunda
- Stenoma impactella
- Stenoma impedita
- Stenoma impressella
- Stenoma impurata
- Stenoma inardescens
- Stenoma incitatrix
- Stenoma indecora
- Stenoma indicatella
- Stenoma infecta
- Stenoma inflata
- Stenoma infrenata
- Stenoma infusa
- Stenoma injucunda
- Stenoma innexa
- Stenoma insidiata
- Stenoma intermedia
- Stenoma intersecta
- Stenoma inturbatella
- Stenoma involucralis
- Stenoma invulgata
- Stenoma iocoma
- Stenoma iopercna
- Stenoma ioptila
- Stenoma iostalacta
- Stenoma irascens
- Stenoma irenias
- Stenoma isabella
- Stenoma ischioptila
- Stenoma ischnoscia
- Stenoma isochyta
- Stenoma isomeris
- Stenoma isoplintha
- Stenoma isosticta
- Stenoma javarica
- Stenoma jucunda
- Stenoma juvenalis
- Stenoma klemaniana
- Stenoma lacera
- Stenoma laetifica
- Stenoma laeviuscula
- Stenoma lapidea
- Stenoma latipennis
- Stenoma latitans
- Stenoma lavata
- Stenoma laxa
- Stenoma lembifera
- Stenoma leontodes
- Stenoma lepidocarpa
- Stenoma leprosa
- Stenoma leptogma
- Stenoma leucana
- Stenoma leucaniella
- Stenoma leucocryptis
- Stenoma leucophaeella
- Stenoma leucosaris
- Stenoma lianthes
- Stenoma libertina
- Stenoma licmaea
- Stenoma lithogypsa
- Stenoma lithoxesta
- Stenoma litura
- Stenoma lophoptycha
- Stenoma lophosaris
- Stenoma loxogrammos
- Stenoma lucidiorella
- Stenoma lucrosa
- Stenoma luctifica
- Stenoma luscina
- Stenoma lutulenta
- Stenoma machinatrix
- Stenoma macraulax
- Stenoma macronota
- Stenoma macroptycha
- Stenoma malacoxesta
- Stenoma manceps
- Stenoma marcida
- Stenoma marginata
- Stenoma megaspilella
- Stenoma melanesia
- Stenoma melanixa
- Stenoma melanocrypta
- Stenoma melanopis
- Stenoma melema
- Stenoma meligrapta
- Stenoma melinopa
- Stenoma melixesta
- Stenoma mendax
- Stenoma menestella
- Stenoma meridiana
- Stenoma meridogramma
- Stenoma mesosaris
- Stenoma methystica
- Stenoma metroleuca
- Stenoma meyeriana
- Stenoma microtypa
- Stenoma milichodes
- Stenoma minor
- Stenoma miseta
- Stenoma mistrella
- Stenoma mniodora
- Stenoma modulata
- Stenoma monosaris
- Stenoma mundella
- Stenoma mundula
- Stenoma murinella
- Stenoma muscula
- Stenoma mustela
- Stenoma myrochroa
- Stenoma myrodora
- Stenoma myrrhinopa
- Stenoma navicularis
- Stenoma neanica
- Stenoma neastra
- Stenoma nebrita
- Stenoma negotiosa
- Stenoma neocrossa
- Stenoma neopercna
- Stenoma neoptila
- Stenoma nephelocyma
- Stenoma nepheloleuca
- Stenoma neurocentra
- Stenoma nigricans
- Stenoma niphacma
- Stenoma nitidorella
- Stenoma niviliturella
- Stenoma nonagriella
- Stenoma notifera
- Stenoma notogramma
- Stenoma notosaris
- Stenoma notosemia
- Stenoma nuntia
- Stenoma nycteropa
- Stenoma nymphas
- Stenoma nymphotima
- Stenoma obelodes
- Stenoma oblita
- Stenoma obmutescens
- Stenoma obovata
- Stenoma obtusa
- Stenoma obydella
- Stenoma oceanitis
- Stenoma ochlodes
- Stenoma ochricollis
- Stenoma ochropa
- Stenoma ochrosaris
- Stenoma ochrothicata
- Stenoma octacentra
- Stenoma ogmolopha
- Stenoma ogmosaris
- Stenoma omphacopa
- Stenoma ophrysta
- Stenoma orgadopa
- Stenoma orneopis
- Stenoma orthocapna
- Stenoma orthographa
- Stenoma ortholampra
- Stenoma orthopa
- Stenoma orthoptila
- Stenoma ostodes
- Stenoma ovulifera
- Stenoma oxyschista
- Stenoma oxyscia
- Stenoma pallicosta
- Stenoma pantogenes
- Stenoma paracapna
- Stenoma paracta
- Stenoma paramochla
- Stenoma paraplecta
- Stenoma pardalodes
- Stenoma paropta
- Stenoma particularis
- Stenoma patellifera
- Stenoma patens
- Stenoma patula
- Stenoma paurocentra
- Stenoma pauroconis
- Stenoma peccans
- Stenoma pelinitis
- Stenoma percnocarpa
- Stenoma periaula
- Stenoma peridesma
- Stenoma periphrictis
- Stenoma perirrhoa
- Stenoma periscelta
- Stenoma perjecta
- Stenoma perjura
- Stenoma peronia
- Stenoma perophora
- Stenoma persita
- Stenoma pertinax
- Stenoma petrina
- Stenoma phaeomistis
- Stenoma phaeoneura
- Stenoma phaeophanes
- Stenoma phaeoplintha
- Stenoma phalacropa
- Stenoma phaselodes
- Stenoma phaula
- Stenoma phollicodes
- Stenoma phortax
- Stenoma phyllocosma
- Stenoma phylloxantha
- Stenoma physotricha
- Stenoma picrantis
- Stenoma picta
- Stenoma planicoma
- Stenoma platycolpa
- Stenoma platyphylla
- Stenoma platyterma
- Stenoma plebicola
- Stenoma pleonastes
- Stenoma plesistia
- Stenoma pleurotricha
- Stenoma pleximorpha
- Stenoma plurima
- Stenoma polyglypta
- Stenoma porphyrastis
- Stenoma praecauta
- Stenoma praeceps
- Stenoma pratifera
- Stenoma procritica
- Stenoma projecta
- Stenoma promotella
- Stenoma prosora
- Stenoma psalmographa
- Stenoma psilomorpha
- Stenoma ptilallactis
- Stenoma ptychobathra
- Stenoma ptychocentra
- Stenoma ptychophthalma
- Stenoma punicea
- Stenoma pustulatella
- Stenoma pyramidea
- Stenoma pyrgota
- Stenoma pyrobathra
- Stenoma pyrrhias
- Stenoma pyrrhonota
- Stenoma quadratella
- Stenoma quiescens
- Stenoma receptella
- Stenoma recondita
- Stenoma rectificata
- Stenoma recurrens
- Stenoma redintegrata
- Stenoma regesta
- Stenoma relata
- Stenoma remorsa
- Stenoma residuella
- Stenoma reticens
- Stenoma rhipidaula
- Stenoma rhodocolpa
- Stenoma rhothiodes
- Stenoma rita
- Stenoma robiginosa
- Stenoma rosa
- Stenoma rosacea
- Stenoma rostriformis
- Stenoma salome
- Stenoma salubris
- Stenoma satelles
- Stenoma scapularis
- Stenoma sceptrifera
- Stenoma scieromis
- Stenoma sciocnesta
- Stenoma sciogama
- Stenoma sciospila
- Stenoma scitiorella
- Stenoma scoliandra
- Stenoma scolopacina
- Stenoma scoriodes
- Stenoma scortea
- Stenoma secundata
- Stenoma seducta
- Stenoma segmentata
- Stenoma sematopa
- Stenoma semisignella
- Stenoma seppiana
- Stenoma sequestra
- Stenoma sericata
- Stenoma sesquitertia
- Stenoma simplex
- Stenoma simulatrix
- Stenoma sinuata
- Stenoma siraphora
- Stenoma solella
- Stenoma sommerella
- Stenoma spectrophthalma
- Stenoma sperata
- Stenoma spermidias
- Stenoma sphragidopis
- Stenoma spodinopis
- Stenoma stabilis
- Stenoma stephanodes
- Stenoma sterrhomitra
- Stenoma stigmatias
- Stenoma stolida
- Stenoma straminella
- Stenoma strenuella
- Stenoma striatella
- Stenoma strigivenata
- Stenoma strophalodes
- Stenoma stupefacta
- Stenoma stygeropa
- Stenoma stylonota
- Stenoma subdulcis
- Stenoma subita
- Stenoma sublimbata
- Stenoma sublunaris
- Stenoma submersa
- Stenoma subnotatella
- Stenoma succinctella
- Stenoma suffumigata
- Stenoma surinamella
- Stenoma sustentata
- Stenoma symmicta
- Stenoma symphonica
- Stenoma syndicastis
- Stenoma syngraphopis
- Stenoma tabida
- Stenoma tectella
- Stenoma tectoria
- Stenoma tempestiva
- Stenoma tenera
- Stenoma tephrodesma
- Stenoma tetrabola
- Stenoma tetragonella
- Stenoma tetrapetra
- Stenoma thaleropa
- Stenoma thespia
- Stenoma tholodes
- Stenoma thologramma
- Stenoma thoristes
- Stenoma thylacandra
- Stenoma thylacosaris
- Stenoma thymiota
- Stenoma thysanodes
- Stenoma tinactis
- Stenoma tinctipennis
- Stenoma tolmeta
- Stenoma torophragma
- Stenoma tremulella
- Stenoma triacmopa
- Stenoma tribomias
- Stenoma tricapsis
- Stenoma tricharacta
- Stenoma trichocolpa
- Stenoma trichoneura
- Stenoma trichorda
- Stenoma trilineata
- Stenoma triplectra
- Stenoma tripustulata
- Stenoma tripustulella
- Stenoma trirecta
- Stenoma trochistis
- Stenoma trymalopa
- Stenoma tumens
- Stenoma tumulata
- Stenoma tyrocrossa
- Stenoma tyroxesta
- Stenoma ulosema
- Stenoma umbriferella
- Stenoma umbrinervis
- Stenoma uncticoma
- Stenoma unguentata
- Stenoma unisecta
- Stenoma unisignis
- Stenoma uranophanes
- Stenoma urbana
- Stenoma uruguayensis
- Stenoma vacans
- Stenoma vaccula
- Stenoma vaga
- Stenoma vannifera
- Stenoma vapida
- Stenoma vasifera
- Stenoma venosella
- Stenoma ventilatrix
- Stenoma vexata
- Stenoma vinifera
- Stenoma virginalis
- Stenoma viridiceps
- Stenoma vita
- Stenoma vitreola
- Stenoma volitans
- Stenoma xanthobyrsa
- Stenoma xanthopetala
- Stenoma xanthophaeella
- Stenoma xylinopa
- Stenoma xylograpta
- Stenoma xylurga
- Stenoma ybyrajubu
- Stenoma zanclogramma
- Stenoma zephyritis
- Stenoma zobeida